# ولایت پنجشیر
ولایت پَنجْشیر یکی از ۳۴ ولایت افغانستان به مرکزیت شهر بازارَک است و در شمال شرقی این کشور واقع شده است. پنجشیر سی‌وسومین ولایت پهناور و سی‌ودومین ولایت پرجمعیت افغانستان است. پهناوری آن ۳۷۷۱ کیلومتر مربع و جمعیت آن ۳۸۲٫۴۸۵ نفر است. از شمال به ولایت بدخشان و بغلان و تخار، از شرق به نورستان، از جنوب به لغمان و کاپیسا و از غرب به پروان محدود است. ساکنان آن به زبان فارسی دری صحبت می‌کنند. میانگین ارتفاع آن ۳۱۹۴ متر و بلندترین نقطه آن قله میرسمیر با ۵۸۰۹ متر بلندی است. پنجشیر از ولایت‌های سرسبز و خوش آب و هوای افغانستان است که دره‌های حاصلخیز آن توسط رود پنجشیر آبیاری می‌شود. این ولایت به هفت ولسوالی تقسیم شده و دارای ۵۴۰ قریه است.
ولایت پنجشیر یکی از ولایات تازه تأسیس در افغانستان بوده و از لحاظ درجه‌بندی دولت جمهوری اسلامی افغانستان دارای درجه سوم می‌باشد. این ولایت در سال ۱۳۸۳ مطابق فرمان رئیس‌جمهور از بدنه ولایت پروان جدا و به حیث یک ولایت مستقل در زون مرکز عرض وجود نمود.
پنجشیر به شکل یک وادی خرم و شاداب در نقاط مرکزی افغانستان واقع است. علاوتا این ولایت به فاصله ۱۲۰ کیلومتری به طرف شمال شرق کابل در بین دو شاخه جنوبی هندوکش، از شمال شرق به جنوب غرب موازی به امتداد هندوکش واقع است و دره‌های فرعی آن از شمال به جنوب و از جنوب به شمال امتداد داشته و به دره عمومی پنجشیر وصل می‌شود. این ولایت دارای هشت واحد اداری می‌باشد که عبارت اند از: مرکز ولایت در دو حوزه مرکزی (حوزه نمبر ۱ و نمبر ۲ بازارک)، ولسوالی پریان، ولسوالی خنج، ولسوالی دره، ولسوالی روخه، ولسوالی انابه، ولسوالی شتل و ولسوالی آبشار.
این ولایت در مجموع دارای ۵۴۰ قریه خورد و بزرگ بوده که در مربوطات ولسوالی‌های یاد شده واقع گردیده‌اند. مساحت مجموعی این ولایت ۳٬۰۶۱۰ کیلومتر مربع بوده که در حدود ۰٫۵ درصد مساحت تمام کشور را احتوا می‌کند. ارتفاع آن طور اوسط ۲٬۲۱۷ متر از سطح بحر بوده و در نقاط مرتفع به ۶ هزار متر می‌رسد. طول آن از دالان سنگ تا
پای کوتل انجمن زیاده از ۱۲۵ کیلومتر است.
با آغاز هجوم طالبان در سال ۱۴۰۰، تعدادی از شخصیت‌ها و نیروهای مخالف طالبان به این ولایت آمده و جبهه مقاومت در برابر طالبان را تشکیل داده و پرچم سابق ائتلاف شمال را برای این جبهه برگزیدند. ولایت پنجشیر تا ۱۵ شهریور ۱۴۰۰ (۶ سپتامبر ۲۰۲۱)، تحت کنترل جبهه مقاومت در برابر طالبان قرار داشت و تنها ولایت افغانستان بود که پس از سقوط کابل به کنترل طالبان و امارت اسلامی افغانستان در نیامد. در همان روز طالبان ادعای کنترل این ولایت و پیروزی کرده و پرچم امارت را در برابر فرمانداری پنجشیر برافراشت. با این حال، مقاومت پنجشیر این پیروزی را رد کرد و اظهار داشت که آنها هنوز «در سراسر دره» حضور دارند. طالبان از ساکنان منطقه درخواست کرد تا در خانه‌های خود بمانند و فرار نکنند تا آسیبی به آنها نرسد.

## نام
در مورد نام پنجشیر نظرات مختلفی وجود دارد. باشندگان پنجشیر معتقدند که در گذشته پیش از ظهور غزنویان پنجشیر به کِچکِن یا کِچکِنه معروف بوده است ولی در تمام آثار معتبر تاریخی و آثار منظوم و منثور قدما «پنجهیر» ضبط شده است.
پنجهیر این نام تنها یک بار در شاهنامه آمده است. در جنگ یازده رخ که ایرانیان بر تورانیان غلبه می‌یابند پیران ویسه در نامه‌ای به گودرز پیشنهاد صلح و تعیین مرزهای ایران و توران را می‌کند و پنجهیر و بامیان را هم جزء قلمرو ایران می‌شمرد.
اما در بعضی منابع دیگر هم نام پنجشیر مخفف پنج هیربِذ آمده است و هِربِذ یا هربد به‌معنای نگهبان آتشکدهٔ زرتشتی می‌باشد.
مطابق عرف مردم پنجشیر عقیده دارند که زال پسرش رستم را از رفتن به پنجشیر منع نموده و به وی چنین توصیه نموده است:
| به کجکن مرو ای پسر زینهار |  | که سمّ ستورت شود پاره پار |
| که دریای پر قعر دارد ستیز |  | گیاهی ندارد بجز سنگ تیز  |

این ابیات را مردم پنجشیر منتسب به حکیم توس و شاهنامه می‌دانند در حالی‌که در شاهنامه نیامده است اما افسانهٔ بالا در آثار علما و شعرای کهن پنجشیر مکرر آمده است.
پنجشیر در نوشته‌های جغرافی‌دانان و نویسندگان متقدم اسلامی به صورت‌های بَنجَهیر، بَنجَهار، بِنجار و پنجهیر آمده است. همچنان پنجشیر در حدود العالم و تاریخ بیهقی پنجهیر ضبط شده است.
از جمله جغرافی‌نویسان عرب تنها یعقوبی «بنجهار»، ابن خردادبه «بنجار» و ابن فقیه «فنجهیر» آورده‌اند. ولی مؤلفان و جغرافی‌نویسان خراسان در همهٔ مواردی که از پنجشیر ذکری کرده‌اند نام آن را به شکل پنجهیر ضبط نموده‌اند.
پنجهیر از دو کلمهٔ «پنج» و «هیر» ترکیب یافته است که در زبان پهلوی و اوستا به معنی آب آمده است. مانند «هیرمند». ابن بطوطه سیاح مغربی هیر را در زبان سانسکریت به معنی کوه ترجمه کرده و پنج‌هیر را مآخذ از پنج کوه می‌داند.
بجایی رسیدیم که پنجهیر نام داشت هیر به معنی کوه است و پنجهیر یعنی پنج کوه. در آنجا شهر قشنگ و آبادانی دیدم که روی نهر بزرگ کبودینی بنا شده است. لشکر چنگیزخان آن را خراب کرده است و از آن پس روی آبادانی ندیده. این رودخانه از کوهستان بدخش سرچشمه می‌گیرد. یاقوت معروف بدخش از همین کوهستان بدست می‌آید.— ابن بطوطه
در حدود العالم آمده است: بنجهیر و جاریابه دو شهر است و اندر وی معدن سیمست و رودی میان این هر دو شهر بگذرد و اندر حدود هندوستان افتد. شهری است بنواحی بلخ و در آن معدن سیم است و اهل آن اخلاطاند … ابن بطوطه گوید این کلمه مرکب است از پنج بمعنی خمسه و هیر بمعنی کوه لکن شاید این لفظ مخفف پنج هیربذ باشد. حمدالله مستوفی در نزهةالقلوب (ص ۱۵۵) گوید: پنجهیر از اقلیم چهارم است. طولش از جزایر خالدات بب و عرض از خط استوا لوله. شهری وسط است و هوای خوش دارد.
در تاریخ بیهقی:
امیر از آنجا [باغ خواجه علی میکائیل] برداشت به سعادت و خرمی با نشاط و شراب و شکار می‌رفت میزبان بر میزبان: به خلم و به پیروز، و نخجیر. [ظ: بنجهیر: حاشیه مصحح] و به بدخشان. احمد علی نوشتگین آخرسالار که ولایت این جایها برسم او بود.» " و به ترکستان پوشیده فرستاده بوده است [احمد ینالتگین] بر راه پنجهیر تا وی را غلامان ترک آرند. و مسعود محمد لیث را برسولی فرستاد نزدیک ارسلان خان با نامه‌ها و مشافهات در معنی مدد و موافقت و مساعدت و وی از غزنین برفت براه پنجهیر.— بیهقی ص ۶۴۳
فردوسی در داستان دوازده رخ از پنجشیر چنین یادآوری می‌نماید:
| دگر پنجهیر و دگر بامیان |  | سرا مرز ایران و جای کیان |

در لغت‌نامه دهخدا زیر نام پنجهیر این بیت ابوشکور بلخی آمده است:
| بکنغالگی رفته او پنجهیر |  | رمیده ازو مرغک گرمسیر |

در ترجمان‌البلاغه رادویانی قطعه‌ای بدین مضمون در مورد پنجهیر آمده است:
| گویند هفت مرد است در پنج‌هِیر بذ |  | زان هفت دو مسلمان و آن پنج هیربذ |
| من پنج‌هِیر دیدم و آن پنج هیربذ  |  | از پنج هیربد نشود پنج‌هِیر بذ      |

## پیشینه

نمای یکی از دره‌های فرعی پنجشیر در ناحیهٔ پشغور

در زمان پادشاهی داریوش بزرگ بخش کوهستانی پنجشیرـ غوربند جزئی از استان ثته‌گوش (ستگیدیه) در قلمرو هخامنشیان به‌شمار می‌رفته است. به‌گفتهٔ هرودوت، ستگیدیه تیره‌ای از مردم مشرق یا شمال شرق ایران بودند، و مقر ایشان در تقسیمات شاهنشاهی هخامنشی جزو ایالت هفتم به‌شمار می‌رفت.
برخی بر این باورند که اسکندر مقدونی، در محل پیوستگی رودهای پنجشیر و غوربند، شهری به‌نام اسکندریه ساخت تا پایگاهی برای حملهٔ سپاهیان‌اش به کوهستانی‌ها باشد (دوپری، ۲۷۸). گویا سپاهیان وی در گذر از پنجشیر و کوه‌های هندوکش، دچار سرما و کمبود آذوقه شده‌اند، ولی سرانجام از آن‌جا گذشته، و شهر بزرگ بلخ را گشوده‌اند.
در دورهٔ اسلامی، پنجشیر، چندی در دست سلسلهٔ بنی‌بانیجور یا ابوداوودیان (حک‍ ۲۳۲–۳۷۲ق/۸۴۷–۹۸۲م) طخارستان بود (زامباور، ۳۰۷) و سکه‌هایی که از سوی آن‌ها در پنجشیر ضرب شده، شناخته شده است. (مایلز، ۳۷۳)

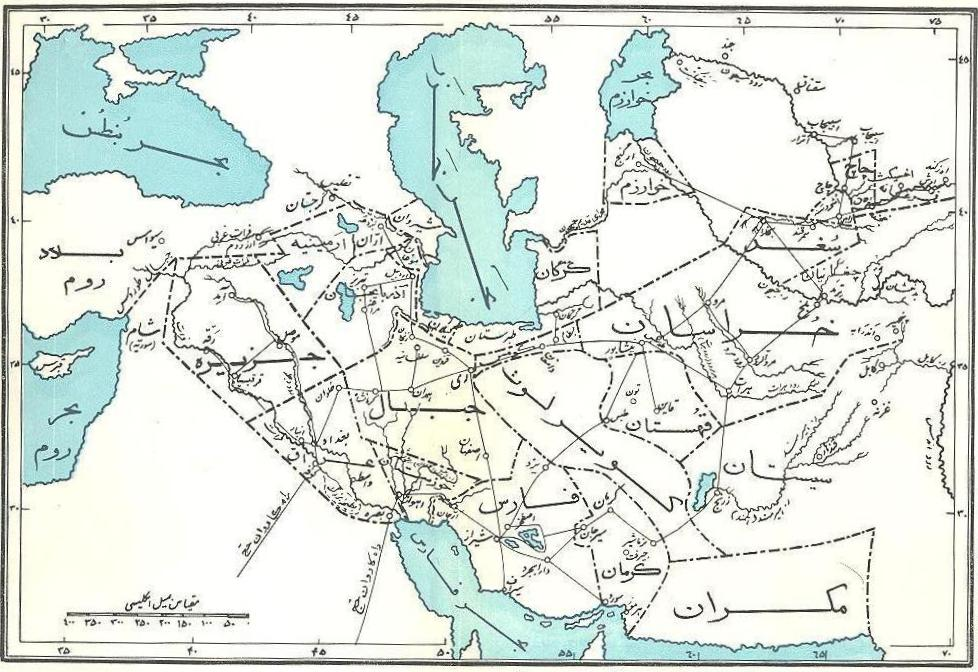
موقعیت ولایت پنجشیر در زمان خلافت عباسی که بخشی از سرزمین خراسان بوده، برگرفته از کتاب جغرافیای تاریخی سرزمینهای خلافت شرقی

در ۲۵۶ق/۸۷۰م یعقوب لیث به شرق خراسان تاخت و با پیروزی‌هایی که در هندوکش به دست آورد، درهٔ پنجشیر و کان‌های نقرهٔ آن به قلمرو او افزوده شد (بازورث، ۱۱۱). پنجشیر در دورهٔ صفاریان یکی از مراکز ضرب سکهٔ این دولت بود (لسترنج، ۳۵۰). نخستین سکه‌های صفاریان به فرمان یعقوب در ۲۵۹–۲۶۱ق در پنجشیر ضرب شد، ولی پس از بازگشت او از نواحی شرقی خراسان، این سرزمین بار دیگر به تصرف ابوداوودیان درآمد (بازورث، همان‌جا). در دورهٔ سامانیان نیز پنجشیر یکی از ضراب‌خانه‌های آن‌ها به‌شمار می‌رفت (مایلز، همان‌جا). تیمورلنگ در یورش خود به سوی کابل، از راه گردنهٔ خاواک وارد درهٔ پنجشیر شد و از آن‌جا به کابل رفت (میرخواند، ۱۰۷۹).

### شهر پنجشیر
بسیاری از جغرافی‌نویسان سده‌های نخستین اسلامی و پس از آن، از پنجشیر به عنوان یکی از شهرهای خراسان آن روزگار یاد کرده‌اند. در منابع جغرافیایی سدهٔ ۴ق پنجشیر شهری بر فراز کوه، دارای بوستان‌های بسیار و با حدود ۱۰هزار تن جمعیت وصف شده است. یاقوت حموی مردم آن را آمیخته اقوام گوناگون دانسته است.

## جغرافیا

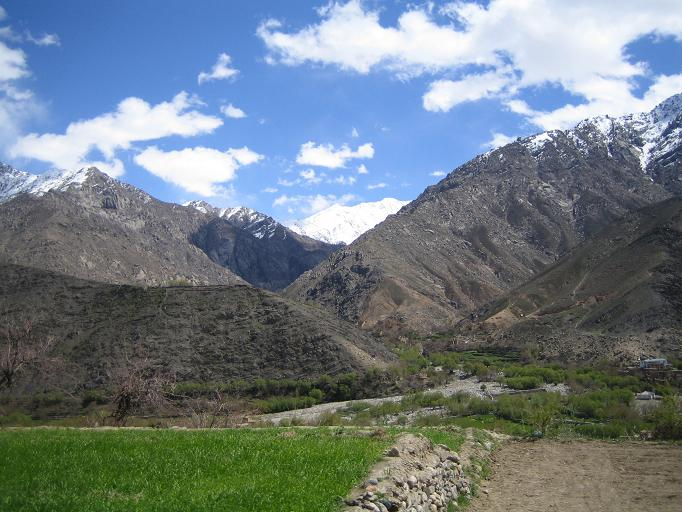
نمایی از پنجشیر

پنجشیر به فاصله ۱۲۰ کیلومتری به طرف شمال شرق کابل در بین دو شاخه جنوبی هندوکش، از شمال شرق به جنوب غرب، موازی به امتداد هندوکش واقع است و دره‌های فرعی آن از شمال به جنوب و از جنوب به شمال امتداد داشته و به دره عمومی پنجشیر وصل می‌شود.
ارتفاع آن ۲۲۱۷ متر از سطح دریا بوده و در نقاط مرتفع به ۶ هزار متر از سطح دریا می‌رسد. طول آن از دالان سنگ تا پای کوتل انجمن زیاده از ۱۲۵ کیلومتر است.

پنجشیر با هفت ولایت افغانستان متصل است. از طرف شمال متصل است به ولایت تخار و ولسوالی اندراب و ولایت بغلان، از طرف جنوب به ولایت کاپیسا، از جانب مشرق و شمال شرق به ولایت نورستان و ولایت بدخشان، از جنوب شرق به ولایت لغمان و از طرف غرب به ولایت پروان احاطه است. 

بقایای تانک ارتش سرخ در رودخانهٔ پنجشیر

رود پنجشیر از کوهستان هندوکش و نزدیکی گذرگاه انجمن سرچشمه می‌گیرد و به سوی جنوب شرقی جریان می‌یابد. پنجشیر از میان گدارهای باریک با دیواره‌های بلند می‌گذرد و در مسیر خود چندین شاخهٔ دیگر مانند غوربند و پریان‌دریا را دریافت می‌کند و سپس در حدود ۴۸ کیلومتری شرق کابل به رود کابل می‌پیوندد، پنجشیر از رودهای دائمی افغانستان است و طول آن به ۳۲۰ کیلومتر می‌رسد.
این ولایت بیشتر از ۱۲۶ دره بزرگ و ده‌ها دره کوچک دارد که اکثر یکی در مقابل دیگری قرار گرفته‌اند و هر دره به جندین دره فرعی تقسیم می‌شوند که به اهمیت استراتژیکی آن بیشتر از پیش می‌افزاید. پنجشیر دارای کوه‌های بلند و برخی یخچال‌های طبیعی است که به‌طور عموم در فصل زمستان برف را به خود ذخیره می‌نماید و در هنگام گرمی، این ذخایر برفی آب شده و چشمه‌ها و دریاچه‌های فراوانی از آن جاری می‌گردد که همه به رود خروشان پنجشیر مشهور به دریای پنجشیر متصل شده و به طرف پایین دره سرازیر می‌گردد. موجودیت چشمه‌های فراوان، علفزارهای سرسبز، آبشارهای زیبا و دوامدار در ارتفاعات این ولایت امکان زیست را در آن بیشتر ساخته و بستر طبیعی را برای جنگ‌های چریکی مساعد می‌سازد.

## اقتصاد
در روزگار کهن، راه کاروان‌های بلخ و هند در امتداد شمال شرقی بستر این آبراه به موازات رودخانهٔ پنجشیر ادامه داشت. درهٔ پنجشیر نه تنها گذرگاه کاروان‌های بازرگانی بود، بلکه نیروهای مهاجم نیز از آن می‌گذشتند. آسان‌ترین گردنه‌ای که کوه‌های هندوکش را به پنجشیر می‌پیوست، گردنهٔ خاواک بود که از اندرآب به پنجشیر می‌رسید و این همان راهی است که سربازان اسکندر مقدونی در ۳۲۸ق. م و سواران تیمور لنگ در ۸۰۰ق/۱۳۹۸م از آن گذشته‌اند. پس از آن‌که در ۱۳۰۹ش/۱۹۳۰م راه اتومبیل‌رو گردنهٔ خیبر ساخته شد، پنجشیر اهمیت دیرین خود را به عنوان یک راه بازرگانی از دست داد.

### معدن
پنجشیر دارای معادن سنگ‌های قیمتی مانند زمرد است. دونالد آر. هیل در پژوهشی در مورد استخراج معدن در دوره اسلامی می‌گوید معادن اصلی نقره در استان‌های اسلامی شرقی قرار داشتند و برجسته‌ترین آن‌ها معادن هندوکش در شهرهای پنجشیر و جاریانه (Jarynana) واقع بود که هر دو در همسایگی بلخ بودند. بنابر گزارشی حدود ۱۰۰۰۰ معدنچی در پنجشیر کار می‌کردند. سایر معادن مهم نقره در اسپانیا، آفریقای شمالی، ایران و آسیای مرکزی قرار داشتند. پنجشیر معدن زغال‌سنگ خوبی نیز دارد که با سرمایه‌گذاری اندک می‌تواند مورد بهره‌برداری قرار گرفته و در تقویت اقتصاد روستایی و ملی ممد واقع گردد. معادن سنگ‌های قیمی مثل بیروج، یاقوت سوخته و لاجورد نیز در این ولایت به مشاهده رسیده است.
کان‌های نقره پنجشیر از دیرباز مشهور بوده است و برخی از جغرافی‌نویسان سدهٔ ۴ق از آن یاد کرده‌اند. اصطخری نوشته است که نقره‌های پنجشیر به شهر اندرابه(اندرآب)برده می‌شد و در آن‌جا از آن سکه می‌زدند. مقدسی از کوه نقرهٔ (جبل‌الفضة) این شهر یاد کرده و افزوده است که در آن‌جا، درم (سکهٔ سیمین) بسیار است (ص۳۰۳). این کوه مشرف به شهر و بازار آن بوده است، و به سبب سوراخ‌های بسیاری که کنده بودند، همچون غربالی به نظر می‌رسیده است (سمعانی، ۲/۳۳۴). کان‌های نقرهٔ پنجشیر، غنی‌ترین کان‌های نقره، در بخش شرقی سرزمین‌های اسلامی به‌شمار می‌آمده است (بارتولد، ۱/۱۷۴). امروزه در پنجشیر، افزون بر نقره، کان‌های لاجورد، زمرد و نیز سنگ‌های گرانیت و مرمر به فراوانی یافت می‌شوند (پهلوان، ۳۹۴؛ گروموف، ۱۱۴).

## مردم
مطابق احصائیه سال ۱۳۹۹ جمعیت ولایت پنجشیر ۱۷۲٬۸۹۵ نفر است که ۲۱٬۲۷۷ نفر آنان در ولسوالی بازارک زندگی می‌کنند. بیشتر باشندگان ولایت پنجشیر تاجیک که به زبان فارسی با گویش دَری و لهجه پَنجشیری سخن می‌گویند و دین آنها سنی حنفی می‌باشد.
| جمعیت مردم پنجشیر | جمعیت مردم پنجشیر | جمعیت مردم پنجشیر | جمعیت مردم پنجشیر | جمعیت مردم پنجشیر |
| ----------------- | ----------------- | ----------------- | ----------------- | ----------------- |
|                   |                   |                   |                   |                   |
| تاجیک‌ها           | تاجیک‌ها           |                   | ۹۵٪               | ۹۵٪               |
| هزاره‌ها           | هزاره‌ها           |                   | ۳٪                | ۳٪                |
| سادات             | سادات             |                   | ۲٪                | ۲٪                |

| شهرستان        | مرکز    | جمعیت  | مساحت    | تعداد روستاها |
| -------------- | ------- | ------ | -------- | ------------- |
| ولسوالی انابه  |         | ۲۰٬۶۸۲ | 164 km2  | 31            |
| ولسوالی بازارک | بازارک  | ۲۱٬۶۲۹ | 378 km2  | 29            |
| ولسوالی دره    | کرامان  | ۶۱٬۹۴۷ | 709 km2  | 134           |
| ولسوالی خنج    |         | ۴۵٬۹۶۱ | 688 km2  | 154           |
| ولسوالی پریان  |         | ۱۷٬۰۳۳ | 1270 km2 | 67            |
| ولسوالی روخه   |         | ۲۶٬۳۶۰ | 144 km2  | ۷۲            |
| ولسوالی آبشار  | باباعلی | ۲۵٬۵۲۹ |          | ۲۵            |
| ولسوالی شتل    |         | ۱۲٬۵۷۲ | 55 km2   | 23            |

## پنجشیر در زمان اشغال شوروی
حملات پنجشیر (روسی: Пандшерская операция - Panjsher Operations)، رشته جنگ‌هایی بود بین نیروهای ارتش سرخ و ارتش جمهوری دموکراتیک خلق افغانستان با مجاهدین تحت امر احمدشاه مسعود برای کنترل درهٔ استراتژیک پنجشیر در نه سال اشغال افغانستان توسط اتحاد جماهیر شوروی بین سال‌های ۱۳۵۹ الی ۱۳۶۷ هجری شمسی.
ارتش شوروی با همکاری ارتش جمهوری دموکراتیک خلق افغانستان جمعاً نه حملهٔ بزرگ را به دره پنجشیر در طول دوران اشغال افغانستان سازمان دادند که منجر به خسارات زیاد به منطقه واهالی پنجشیر، نیروی رزمی ارتش سرخ و ارتش جمهوری دموکراتیک افغانستان گردید. چهار تعرض اولیه به پنجشیر به صورتی کاملاً کلاسیک انجام می‌شود که در آن‌ها ستونی از زره پوش‌ها بعد از بمباران‌های هوایی دست به حمله می‌زند.
سه حملهٔ دیگر (از ۱۵ ماه مه تا اول ژوئیه و از سی ام اوت تا ۱۵ سپتامبر ۱۹۸۲ سپس از بیست و یکم آوریل ۱۹۸۴ به بعد) به دلیل گسترش خود، اهمیت تجهیزاتی که به کار گرفته شده‌اند و تا کتیک‌های معمول ثابت می‌کنند که پنجشیر فرمانده مسعود، به صورت هدف شماره یک شوروی‌ها در افغانستان درآمده است. این سه مرحله، بر زیربنای واحد قرار دارد: سهم اعظم عملیات بر عهدهٔ واحدهای هوابرد است که غالباً چتر بازهایی هستند که در عمق جبهه و بر خط الرأس بلندیها، روستاها و نقاط عبور، پیاده می‌شوند. سپس واحدهای زرهی جای آن‌ها را می‌گیرند. در هر سه مورد، استراتژی مسعود عبارت است از عقب‌نشینی به دره‌های مجاور و پراکنده‌ساختن شورویها، سپس باز پس گرفتن مواضع از دست رفته یکی پس از دیگری، به ویژه هنگامی که این مواضع به ارتش دولتی واگذار شد.
در ژانویه ۱۹۸۳ شوروی‌ها به مسعود پیشنهاد متارکه جنگ می‌کنند.
تاکتیک ارتش سرخ در سال ۱۹۸۴ نشانه‌هایی از بازگشت به یک برداشت کاملاً نظامی از جنگ را عرضه می‌دارد. اما این بار با ارتشی جنگنده تر باتعرض ۲۱ آوریل خود به پنجشیر، به صورتی یک جانبه، گام جدیدی در تشدید جنگ برمی‌دارند. از آن به بعد، شوروی‌ها می‌کوشند اطراف شهرها را خالی کنند و راه‌های تدارکاتی نیروهای مقاومت را قطع کنند. اما باوجود نبردهای سهمگین اطراف هرات، قندهار و خوست در سال ۱۹۸۵ و ۱۹۸۶، هرگز به موفقیتی دست نمی‌یابند. به استثنای اطرافمزار شریف.
پنجشیر دو بار به خاطر حملات گستردهٔ ارتش سرخ از سکنه خالی گردید و مردم به ولایت (استان)های همجوار و کشورهای خارجی نظیر پاکستان و ایران مهاجر شدند.

### حملهٔ دوم: ۶ سنبله ۱۳۵۹
در این حمله تاکتیک ارتش سرخ و ارتش کمونیستی افغانستان حمله بر غیرنظامیان و تخریب خانه‌ها بود تا از فشار حملات نیروهای مجاهدین علیه خود بکاهند. به همین منظور در منطقهٔ فراج ۴۰ تن از اهالی را قتل‌عام کردند و در «غجی» ۳۲ تن را که اکثراً زنان و کودکان بودند قتل‌عام نمودند که اجسادشان تا یک هفته در منطقه باقی‌مانده بود. در منطقهٔ «نولیچ» که ارتش سرخ مورد حمله قرار گرفته بود، سربازان روس کهنسالان، زنان و کودکان را در خانه یکجا نموده خانه را به آتش کشیدند.

### حمله سوم: ۲۰ قوس ۱۳۵۹
در این حمله زمستانی ارتش سرخ از ۱۶۰ عراده جنگی ده هزار پیاده‌نظام استفاده نمود. جنگ هفده روز به طول انجامید و در ۶ جدی سال ۱۳۵۹ این حمله به شکست انجامید و قوای شوروی دره پنجشیر را ترک نمودند.

### حمله چهارم: ۲۳ اسد (مرداد) ۱۳۶۰
در طول یک هفته نبرد ارتش سرخ فقط ۲۵ کیلومتر در داخل دره پیش روی می‌نماید. تاکتیک تصرف ارتفاعات به شکست می‌انجامد و ارتش سرخ عقب‌نشینی می‌کند.
پیش از این حمله احمدشاه مسعود شبکهٔ منظمی از گروه‌های چریکی به نام «گروپهای متحرک» را سازماندهی نموده و به کار استخباراتی در درون رژیم دست زده بود.

### حمله پنجم: ۲۵ ثور (اردیبهشت) ۱۳۶۱
این حمله با استفاده از ۲۰۰ فروند چرخبال و ۶۰ فروند جت تحت فر ماندهی ژنرال تر گریگوریان فرمانده سپاه چهلم شوروی در افغانستان، با تاکتیک جدیدی صورت گرفت. برخلاف حملات قبلی این بار ارتش سرخ از تاکتیک جنگ کلاسیک که ترکیبی از حملهٔ زمینی و هوایی و توپخانه بود استفاده نکرده بلکه با حدود ۶۰۰ پرواز چرخبال به‌طور ناگهانی در داخل پنجشیر نیرو پیاده نمودند. البته این عملیات لو رفته بود و مسعود نیروهای خود را از منطقه تخلیه نموده و آن‌ها را به گروپ‌های کوچک سی نفری متحرک در ارتفاعات کوه‌های پنجشیر پراکنده نموده بود. اما تغییر تاکتیک در ابتدا موفقیت نسبی را به همراه داشت. که درشروع حمله به تعداد۵بال چرخبال در منطقه شصت ولسوالی رخه توسط قوماندان شاه سلیمان ملیمه به وسیلهٔ سلاح زیکویک سقوط داده شد ارتش را سراسیمه ساخت. با آن‌هم
یافتن لیستی از ۶۰۰ خبر چین احمدشاه مسعود را در پایتخت و ایجاد سه پایگاه نظامی در طول درهٔ پنجشیر در مناطق رخه، اعنابه و برجمن از دست آورده‌های ارتش سرخ بود. اما نیروی رزمی احمدشاه مسعود آسیب چندانی از این حمله ندیده بود.

### حمله ششم: شش هفته بعد از حملهٔ پنجم
با شکست نسبی حملهٔ پنجم در از میان بردن نیروی رزمی احمدشاه مسعود، وزارت دفاع و خاد دولت کمونیستی افغانستان به احمدشاه مسعود اولتیماتوم می‌دهند تا تسلیم گردد در غیر آن به «عملیات خارق‌العاده» دست خواهند زد. واحدهای موتوریزه و نیروی هوایی نیروهای وِیژه(Spetsnaz) ارتش سرخ عملیات تصفیه را از پایگاه‌های خود در داخل پنجشیر برای از بین بردن پناه گاه‌های و گروپ‌های مجاهدین آغاز نمود، که نه ماه نبرد دوام پیدا می‌کند. ضربات شدید هوایی، دیسانت از طریق هوا، حمله زرهی از طریق زمین شاخص‌های عمده عملیات را تشکیل می‌دادند. دره روزانه به شدت بمبارد می‌گردد و مردم به کوه‌ها پناه می‌برند و ماه‌ها در کوه‌ها در مغاره‌ها زندگی می‌کنند. در طول این جنگ حدود ۶ هزار خانه مسکونی و ۷۰٪ تمام آبادی‌ها و مواشی درهٔ پنجشیر نابود گردید. با دوام جنگ مردم دره را تخلیه کرده به دیگر مناطق افغانستان می‌روند اما از همکاری با رژیم سرباز می‌زنند.
نه ماه جنگ تلفات سنگین به نیروی جنگی و روحیهٔ سربازان شوروی وارد می‌کند. روس‌ها به مجاهدین پیشنهاد آتش‌بس می‌دهند. در اواخر زمستان سال ۱۳۶۱ پیشنهاد آتش‌بس از سوی مجاهدین پذیرفته می‌شود.

### حمله هفتم: ۳۱ حمل (فروردین) ۱۳۶۳
تعرض شوروی‌ها در سال ۱۹۸۴ علیه پنجشیر بزرگ‌ترین عملیاتی است که شوروی‌ها از آغاز جنگ تا آن زمان اجرا کرده بودند. در این عملیات گسترده که بعد از پایان آتش بست صورت گرفت حدود بیست هزار سرباز ارتش افغانستان و ارتش شوروی شرکت داشته است. روس‌ها در این جنگ از تاکتیک «جنگهای اشباع کن» استفاده نمودند. در این تاکتیک آن‌ها از نیروی زیاد برای تصرف تمام مناطق و از بین بردن دشمن استفاده نمودند. اما با وجود گستردگی و استفاده از وسایل مدرن و بمباران شدید هوایی این عملیات توسط دستگاه استخباراتی احمدشاه مسعود کشف شده بود. برای همین یک روز قبل از آغاز حمله احمدشاه مسعود دستور تخلیه دره از تمام سکنه را صادر نمود. تمام جمعیت بیش از یک صد هزاری پنجشیر داوطلبانه دره را به سوی شهرهای مختلف افغانستان و عمدتاً کابل ترک نمودند.
وسایلی که به کار گرفته می‌شود به وضوح برتر از گذشته است و این حدس را قوت می‌بخشد که تصمیم حمله از سوی عالیترین مقامات کرملین اتخاذ شده است. بمب افگن‌های تی.یو. ۱۶ که در ارتفاع متوسط (۸۰۰۰ متری) پرواز می‌کنند، فرشی از بمب بر پنجشیر گسترانیدند. از این بمب افکن‌ها برای اولین بار بود که استفاده می‌شد. تعداد نفراتی که در این حمله شرکت داشتند چیزی حدود بیست هزار سرباز شوروی و پنج تا شش هزار سرباز دولتی بود. در اوایل آوریل یک گروه کوماندویی متعلق به پلیس مخفی (خاد)، دراقدام خود برای قتل احمد شاه مسعود با ناکامی مواجه می‌شود.
شروع حمله روز ۲۱ آوریل بود: واحدهای چترباز به کمک چرخبال بر خط الرأس بلندی‌ها پیاده می‌شوند و هم‌زمان یک ستون زرهی به بالای دره‌های ولسوالی اندراب و پنجشیر روی می‌نهد. واحدهای دیگری با چرخبال به گردنه انجمندر انتهای پنجشیر و خوست و فرنگ - که تصور می‌شود پایگاهی است برای عقب‌نشینی مجاهدین - برده می‌شوند. ستون‌های زرهی بدون هیچ مشکلی به شهرستان بنودر اندراب و آستانه در پنجشیر دست می‌یابند. اما شوروی‌ها در حمله به دره‌های مجاور، جایی که گروه‌های متحرک مسعود عقب‌نشینی کرده‌اند، با شکست مواجه می‌شوند. شوروی‌ها تلفات سنگینی متحمل می‌شوند. در ماه مه نیروهای ارتش سرخ خوست و فرنگ را ترک می‌کنند اما در پنجشیر که خالی از سکنه شده است باقی می‌مانند، دره‌ای که هنوز دو سوم آن در دست گروه‌های مسعود است که جنگنده تر از همیشه پایداری می‌کنند.
در این هنگام شوروی‌ها به تاکتیک جدیدی روی می‌آورند. واحدهایی حدود پانصد نفره هر روز صبح با چرخبال و بدون حمایت زره پوش‌ها دراطراف یک روستا پیاده می‌شوند، روستا را بازرسی و مجاهدین را - که شوروی‌ها اسامی آن‌ها را دارند - بازداشت می‌کنند و قبل از فرارسیدن شب، عقب‌نشینی می‌کنند. به این ترتیب برای مجاهدین تمرکز قوا و دست زدن به حملات غافلگیرانه علیه واحدهایی این چنین متحرک، بسیار دشوار شده است.
هدف شوروی‌ها تسخیر زمین‌ها نبوده است بلکه می‌خواستند محل را نابود یا دست کم نیروهای پویای حریف را از پی درآورند. نخست راه‌های ارتباطی را قطع می‌کنند و سپس راه‌های عقب‌نشینی را، و آن گاه به قلب حریف حمله می‌برند و سرانجام او را به دره‌های مجاور می‌رانند تا مجبور شود یا در محل بجنگد یا در ضمن عقب‌نشینی با واحدهای سنگین شوروی که در دره‌ها و پیرامون منطقه مستقر شده رو برو شود. حال ببینیم شوروی‌ها از این حمله چه نصیب داشتند. دقیقاً بازگشت به وضعیت پاییز سال ۱۹۸۲، شب قبل از انعقاد قرار دارد متارکهٔ جنگ، ضمن آن که تلفات سنگینی هم متحمل شده بودند.

### حملهٔ هشتم: ۱۳۶۳
حمله هشتم پنج ماه بعد از حملهٔ هفتم آغاز شد که پیگیری حملهٔ هفتم و بیشتر شامل حملات هوایی و استفاده از نیروی هوایی می‌شد.

### حملهٔ نهم: ۱۳۶۴
حملهٔ نهم بعد از تصرف گارنیزیون (پادگان)پشغور توسط نیروهای احمدشاه مسعود صورت گرفت. در ژوئن ۱۹۸۶، مسعود موفق شد پایگاه دولتی پشغور در پنجشیر را تصرف کند. برای اولین بار مجاهدین از تاکتیک‌های سبک ویتنامی استفاده کردند: تکرار حمله‌هایی از روی نقشه، هماهنگی توپخانه و اقدامات یک گروه کوماندویی، سرعت و دقت. نیروهای احمدشاه مسعود با تصرف پشغور حدود ۶۰۰ نفر از نیروهای دولتی را به اسارت درآوردند، که اکثر آن اسرا در اثر حملهٔ نیروهای ارتش سرخ جان باختند.

## نگارخانه

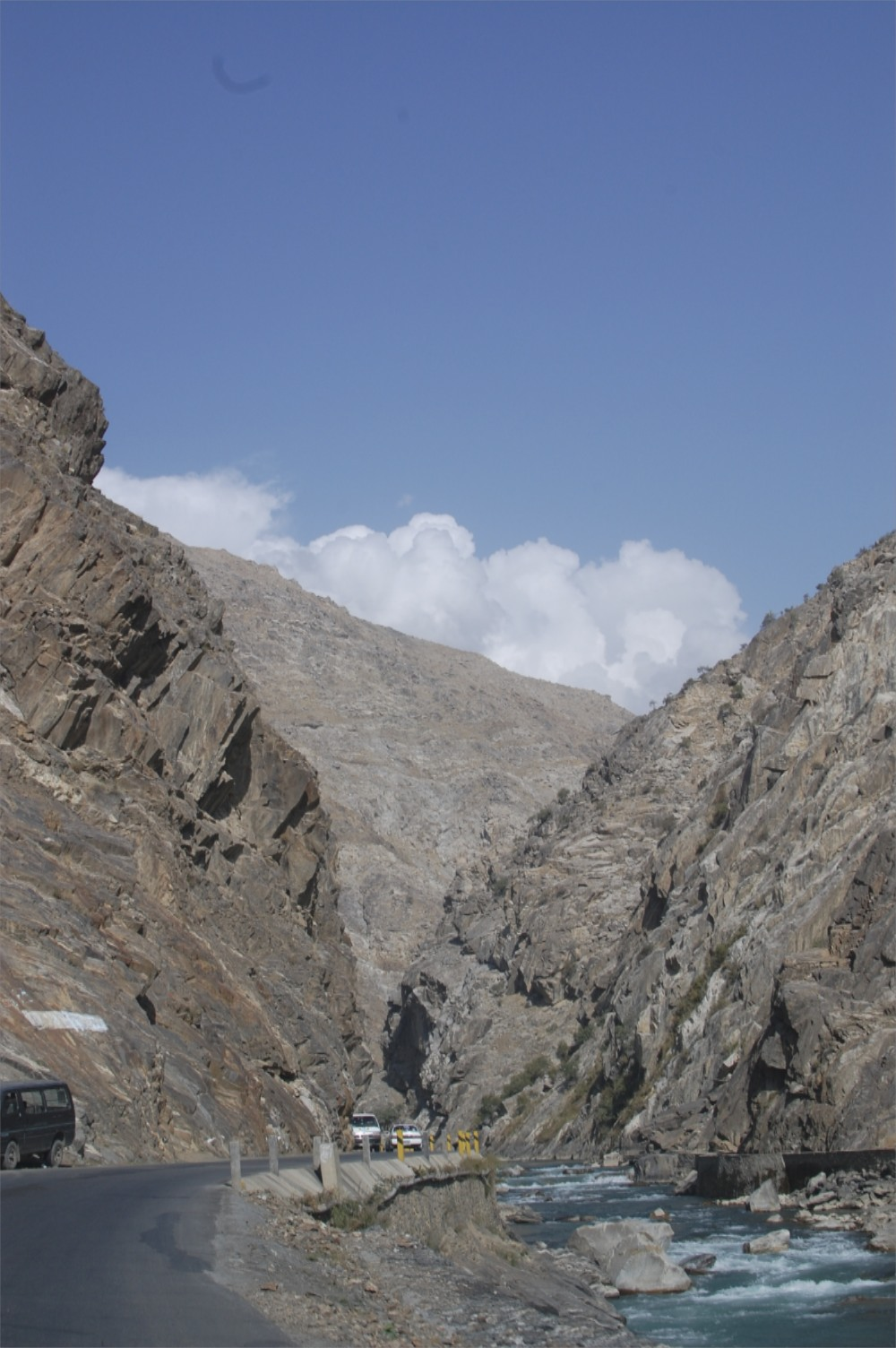

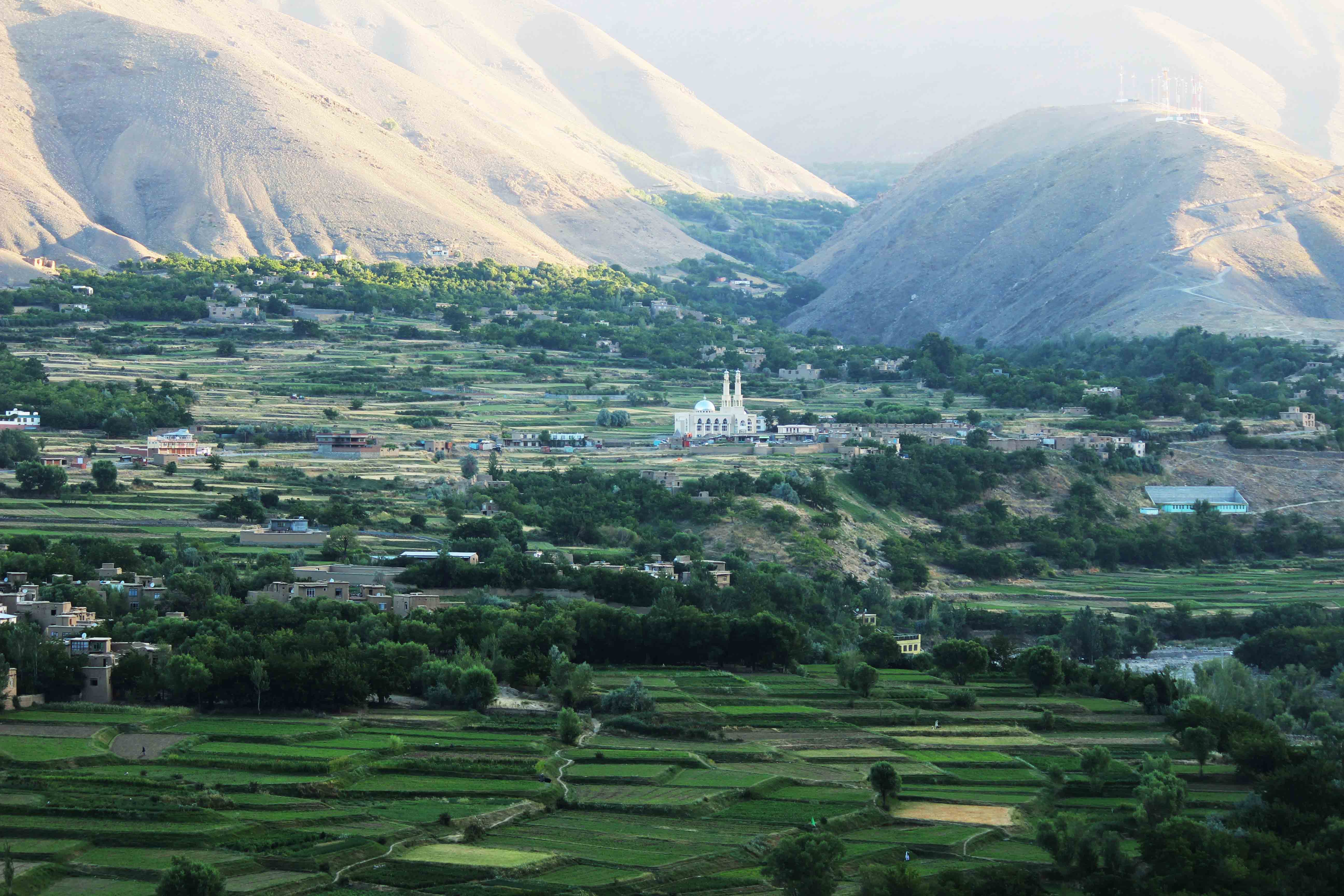

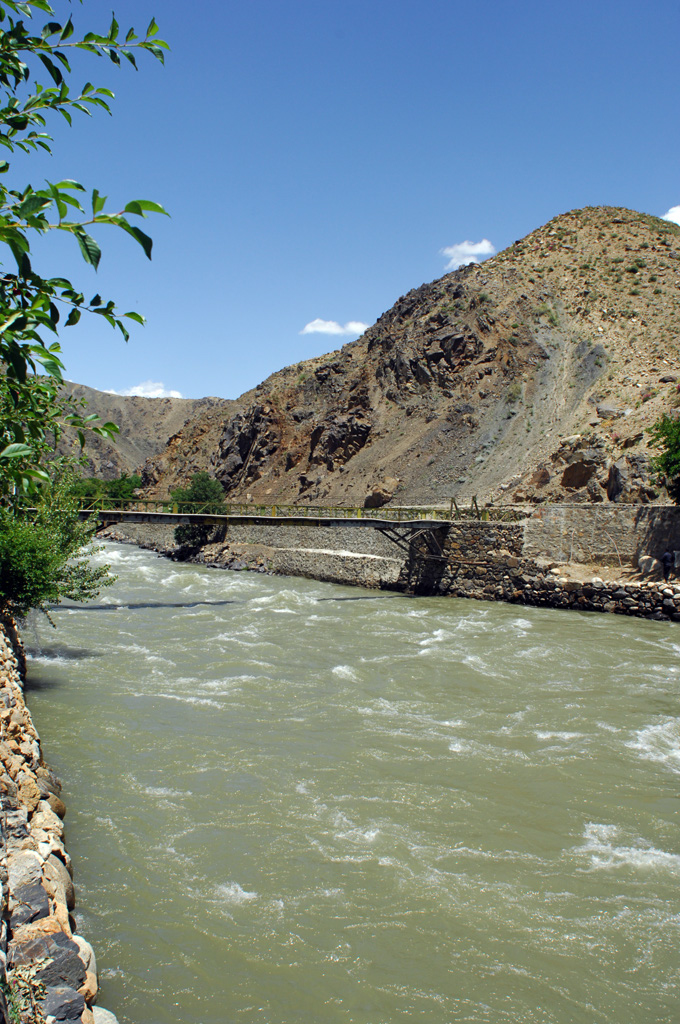

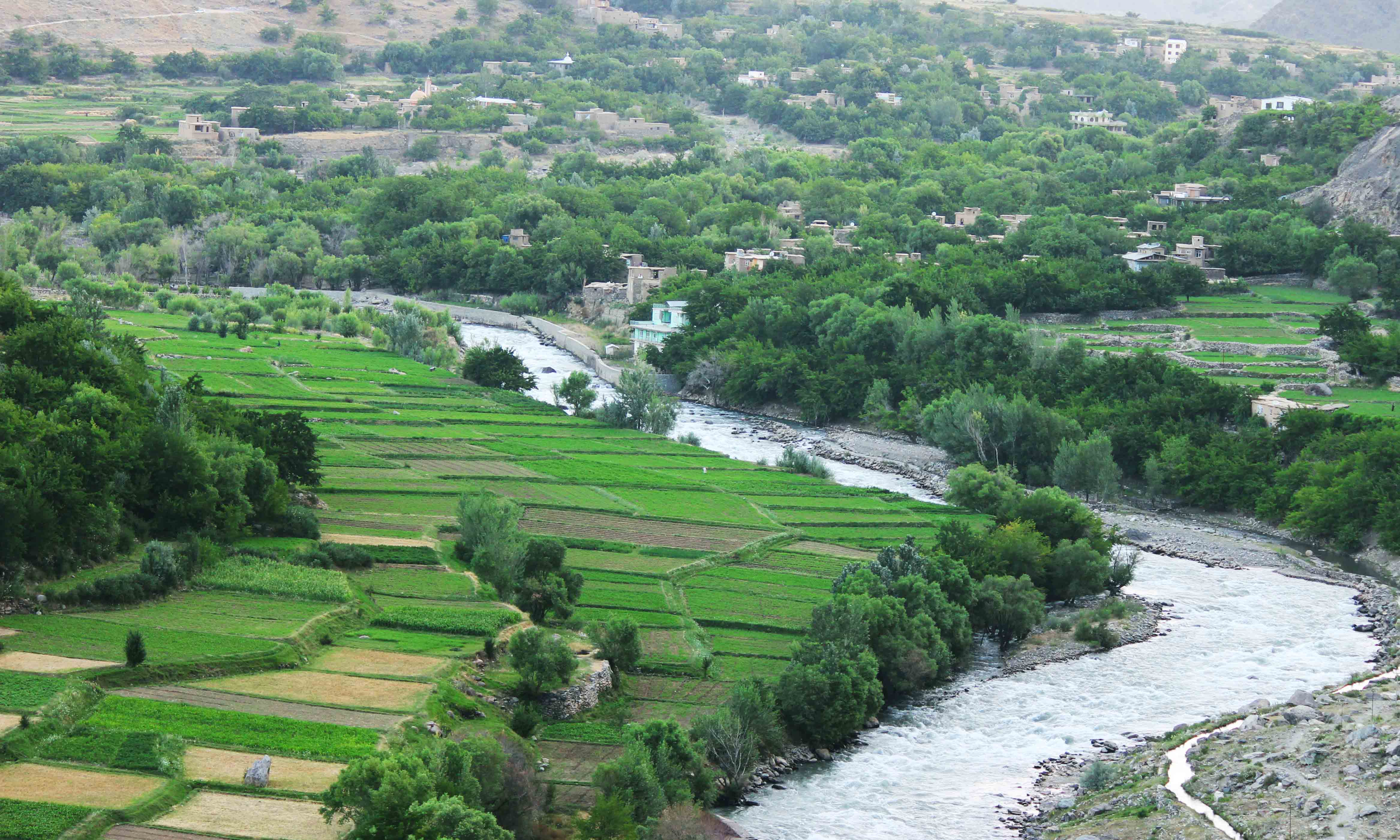
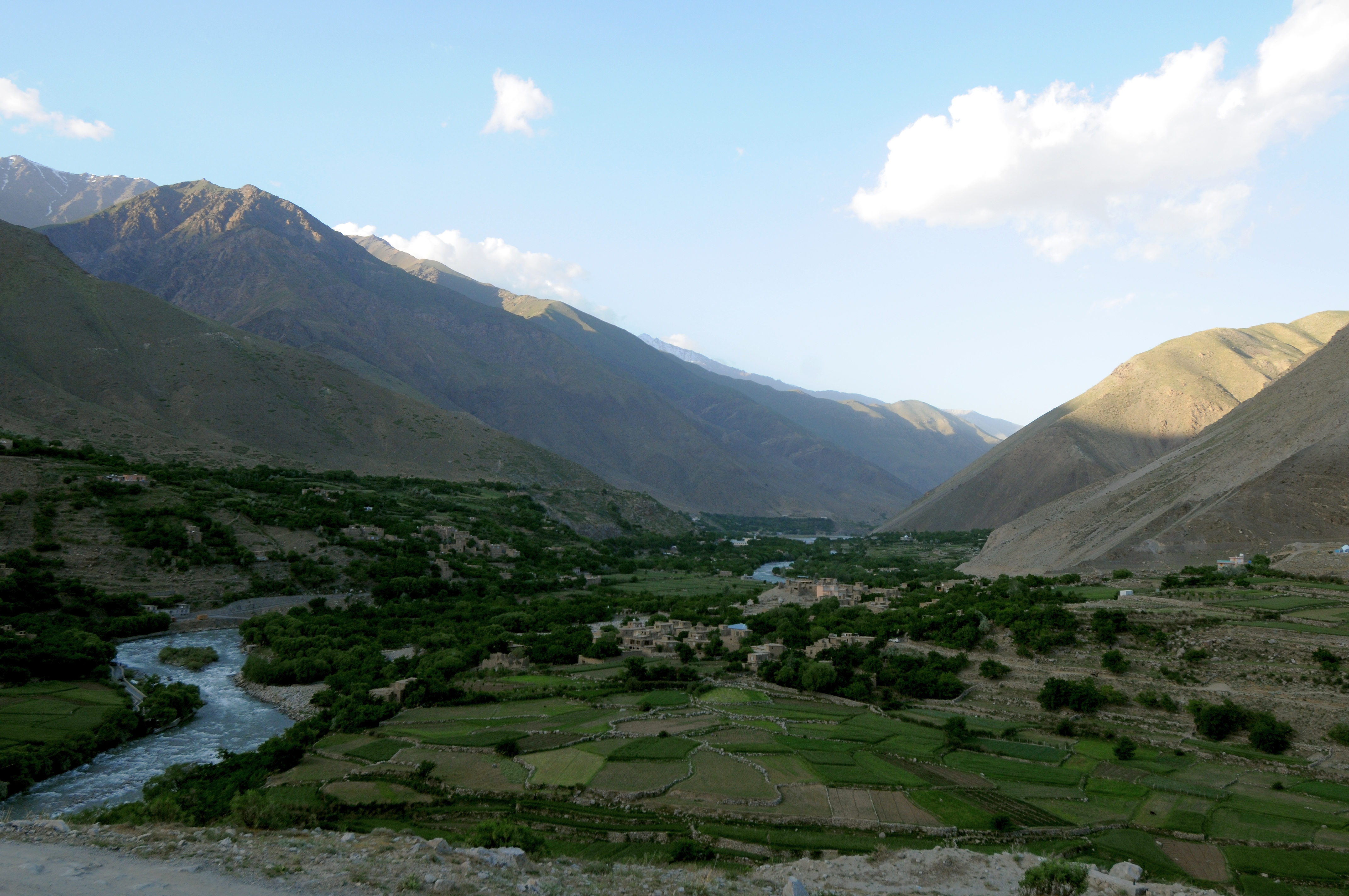
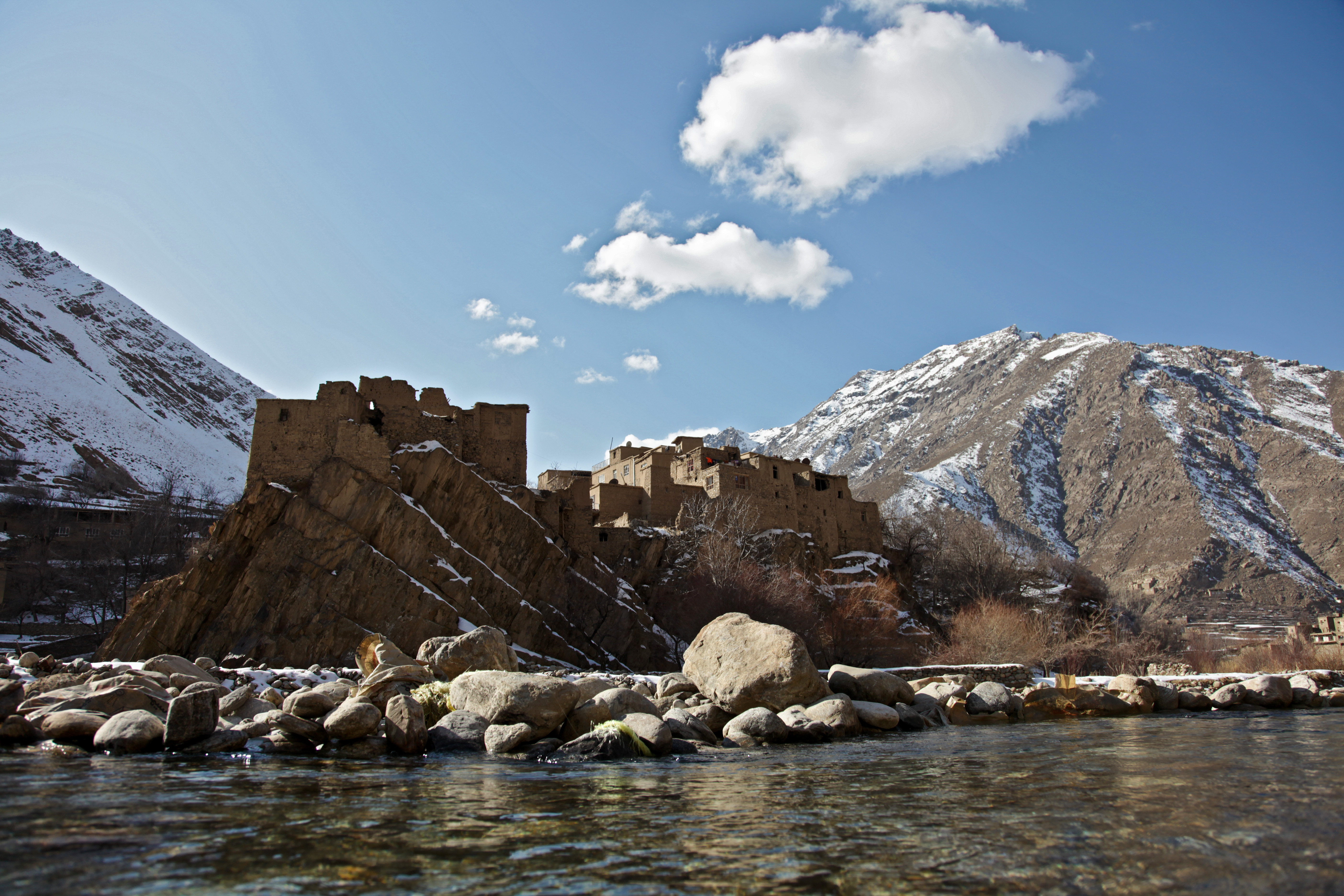
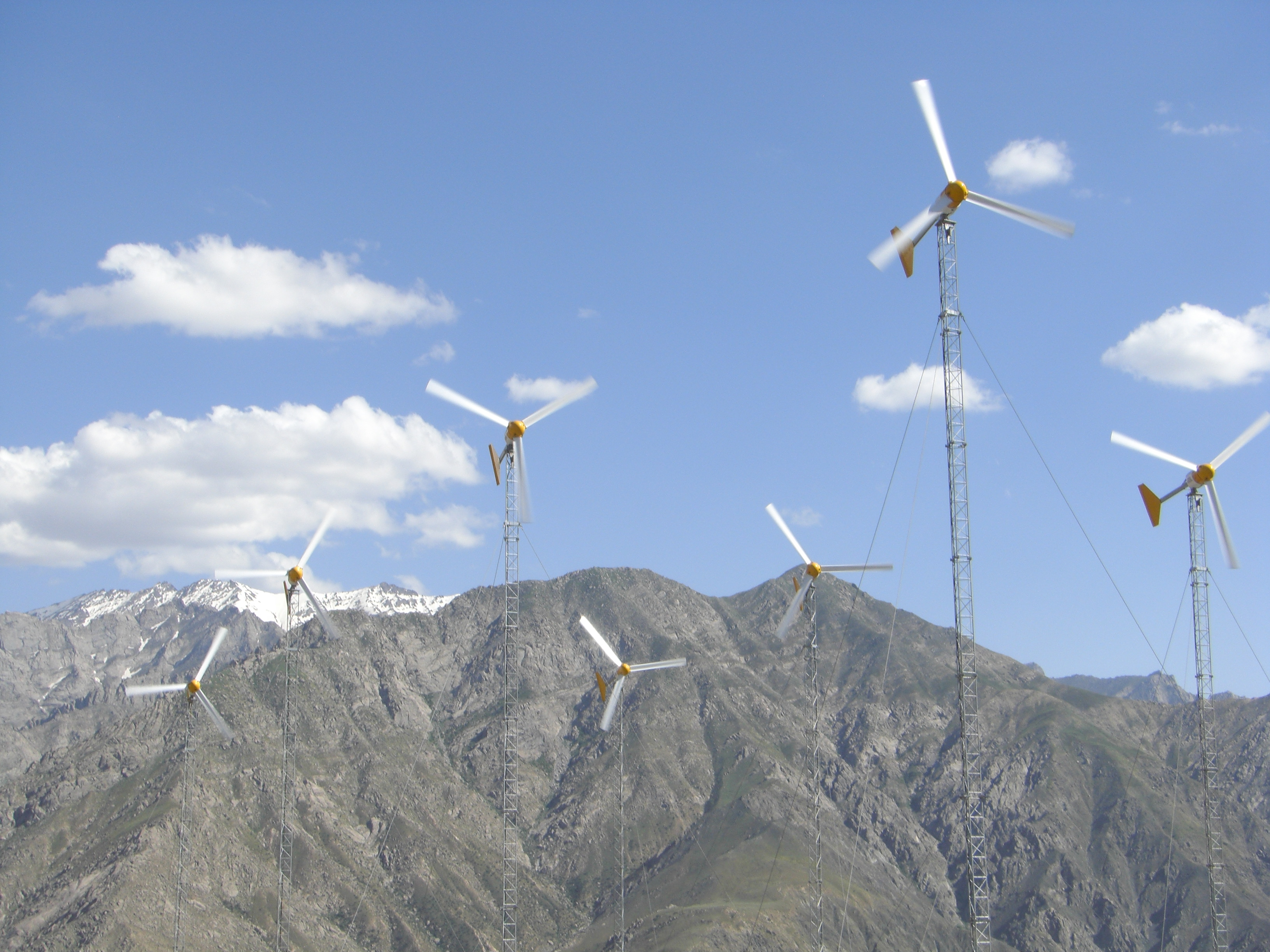

## تقسیمات اداری

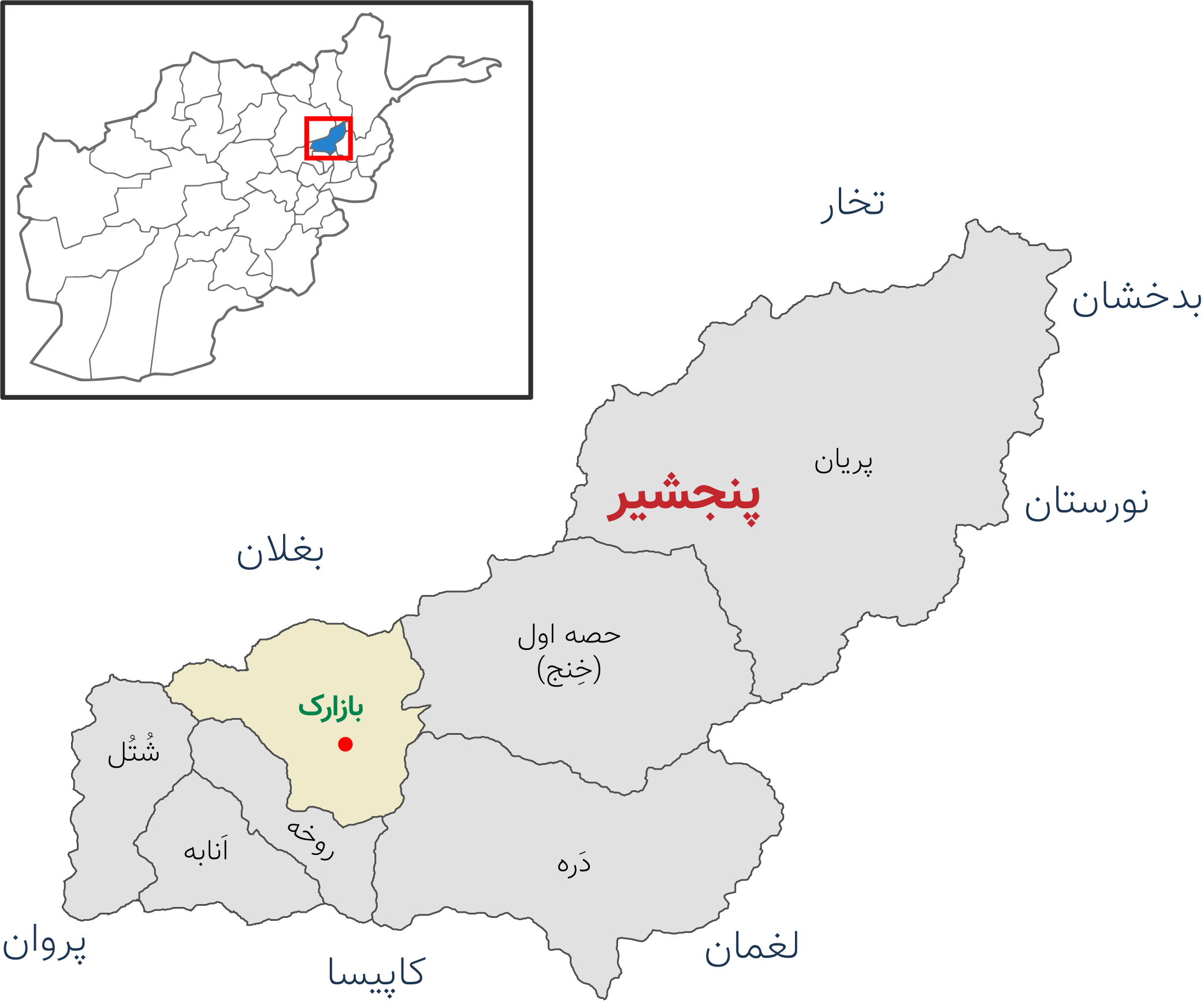
ولسوالی‌های پنجشیر

| - آبشار - اَنابه | - بازارک - پریان | - خِنج - دره | - روخه - شُتُل |

## پیوند به‌بیرون
- پنجشیر از دیدگاه مورخین